# Lamé (Tschad)
Lamé ist eine Kleinstadt im Département Mayo Dallah der Provinz Mayo-Kebbi Ouest des Tschad.

## Geografie
Die Ortschaft liegt nahe der Grenze zu Kamerun, etwa 44 km westlich von Pala, der Hauptstadt des Départements, am Mayo Sina, einem Nebenfluss des Benue. Zugleich liegt sie im Quellgebiet des Mayo Kébbi.

## Geschichte
Lamé war zur Kolonialzeit Teil der deutschen Kolonie Kamerun in einer Landschaft, die zu der Zeit durch die Nähe zum Mayo Kébbi als „Mao-Kebbigneisland“ bezeichnet wurde. Die Stadt war ursprünglich eine Siedlung der Mudang und bildete ein unabhängiges Staatswesen unter einem Sultan. Weiterhin gab es ebenso eine Siedlung der  Fulbe, die damals mehr als 4000 Einwohner hatte.
Im Zuge der Aufteilung des deutschen Kolonialgebiets nach Ende des Ersten Weltkriegs wurde das Gebiet bis 1960 Teil des französisch Kolonialreichs in Zentralafrika. Anschließend wurde Lamé Teil des nun unabhängigen Tschad.